# Commerce (Texas)
Pour les articles homonymes, voir Commerce (homonymie).
La ville de Commerce est située dans le comté de Hunt, dans l’État du Texas, aux États-Unis. Sa population s’élevait à 8 078 habitants lors du recensement de 2010, estimée à 9 091 habitants en 2016.

## Histoire
Commerce a été fondée en 1872.

## Source
- (en) Cet article est partiellement ou en totalité issu de l’article de Wikipédia en anglais intitulé « Commerce, Texas » (voir la liste des auteurs).